# Partridge-Nunatak
Der Patridge-Nunatak ist ein 730 m hoher Nunatak an der Ruppert-Küste des westantarktischen Marie-Byrd-Lands. Er ragt als westlichster von drei südlich der Ickes Mountains gelegenen Nunatakkern, die anderen sind der Bailey- und der Wilkins-Nunatak, an der Nordflanke des White-Gletschers auf.
Der United States Geological Survey kartierte ihn anhand von Luftaufnahmen der United States Navy und eigener Vermessungen zwischen 1959 und 1965. Das Advisory Committee on Antarctic Names benannte ihn 1970 nach Billy W. Partridge, der 1966 für die Gerätschaften auf der Byrd-Station verantwortlich war.